# Sam Verelst
Sam Verelst (* 19. März 1991 in Deurne (Antwerpen)) ist ein deutsch-belgischer Eishockeyspieler, der seit 2023 bei den Heilbronner Falken in der deutschen Oberliga Süd spielt.

## Karriere
Sam Verelst, gebürtiger Antwerpener, durchlief von 2005 bis 2010 zunächst den Nachwuchs bei der Düsseldorfer EG. Über die Mannschaft der U16, über die DEG Youngstars bis hin zur zweiten Mannschaft der DEG Metro Stars durchlief Verelst alle Mannschaften. Beim ECC Preußen Juniors Berlin verbrachte der Deutsch-Belgier ab 2010 eine Saison in der Oberliga, ehe es dann ein Jahr später zu den Fischtown Pinguins nach Bremerhaven ging. Dort setzte er sich gegen etablierte Spieler durch und verschaffte sich so immer wieder Eiszeit in der 2. Liga bzw. dann später auch in der DEL2. Für die Pinguins erzielte Verelst in 126 Spielen 18 Punkte. Durch eine Kooperation zwischen den Pinguins und der DEL-Mannschaft der Hamburg Freezers spielte Verelst sogar zwischenzeitlich in der DEL. Zur Saison 2015/16 ging es für Verelst dann in die Oberliga nach Herne. Für den Herner EV kam er in zwei Spielzeiten auf 91 Spiele und 106 Punkte. Zur Saison 2017/18 wechselte Verelst dann zum Liga-Rivalen Füchse Duisburg. In der Saison 2020/21 stand er beim VER Selb unter Vertrag. Nachdem er 2021 mit den Oberfranken Deutscher Oberligameister geworden war, wechselte er zu den Crocodiles Hamburg in die Nordgruppe der Oberliga. Zur Saison 2022/23 wechselt Sam Verelst zurück in die Oberliga Süd zum SC Riessersee. 2023 schloss er sich dem Ligarivalen Heilbronner Falken an.

### International
Bei der Eishockey-WM 2018 in der Division II Gruppe A spielte Verelst erstmals für das belgische Nationalteam, erzielte dabei in 5 Spielen 4 Assists und wurde zudem zum Top Player on Team gewählt. Auch 2019 spielte er in der Division II und wurde gemeinsam mit dem Kroaten Marko Šakić und dem Australier Josef Rezek Torschützenkönig des Turniers und nach seinem Landsmann Bryan Kolodziejczyk und dem Kroaten Ivan Janković drittbester Scorer, konnte damit aber den Abstieg der Belgier von der A- in die B-Gruppe der Division nicht verhindern. Dort spielte er dann bei den Weltmeisterschaften 2022, 2023, als er drittbester Scorer und Vorbereiter jeweils hinter Sergei Kusnezow und Maksim Sacharau, die für die Eishockeynationalmannschaft der Vereinigten Arabischen Emirate spielten, wurde. Gemeinsam mit Sacharau und dem ebenfalls für die Emirate spielenden Artjom Klawdijew war er auch zweitbester Torschütze nach Kusnezow. Eine weitere Teilnahme erfolgte bei der Weltmeisterschaft 2024. Neben dem Aufstieg wurde er als Topscorer zum besten Stürmer des Turniers ernannt.

## Erfolge und Auszeichnungen
- 2021 Oberliga-Meister und Aufstieg in die DEL2 mit dem VER Selb

### International
| - 2019 Bester Torschütze der Weltmeisterschaft der Division IIA (gemeinsam mit Marko Šakić und Josef Rezek) - 2024 Aufstieg in die Division IIA bei der Weltmeisterschaft der Division IIB - 2024 Topscorer der Weltmeisterschaft der Division IIB | - 2024 Bester Vorlagengeber der Weltmeisterschaft der Division IIB (gemeinsam mit Bryan Henry) - 2024 Bester Stürmer der Weltmeisterschaft der Division IIB |

## Karrierestatistik
(Legende zur Spielerstatistik: Sp oder GP = absolvierte Spiele; T oder G = erzielte Tore; V oder A = erzielte Assists; Pkt oder Pts = erzielte Scorerpunkte; SM oder PIM = erhaltene Strafminuten; +/− = Plus/Minus-Bilanz; PP = erzielte Überzahltore; SH = erzielte Unterzahltore; GW = erzielte Siegtore; 1 Play-downs/Relegation; Kursiv: Statistik nicht vollständig)

## Familie
Sein jüngerer Bruder Senna Peeters (* 2002) ist ebenfalls Eishockeyspieler und sein Vater Gert Peeters (* 1968) ist ein ehemaliger Eishockeyspieler und -trainer.